# 585년

## 연호
- 남진(南陳) 지덕(至德) 3년
- 후량(後梁) 천보(天保) 24년
- 수(隋) 개황(開皇) 5년
- 신라(新羅) 건복(建福) 2년

## 기년
- 남진(南陳) 후주(後主) 3년
- 수(隋) 문제(文帝) 5년
- 신라(新羅) 진평왕(眞平王) 7년
- 고구려(高句麗) 평원왕(平原王) 27년
- 백제(百濟) 위덕왕(威德王) 32년